# Jõesuu
Jõesuu är en ort i Estland. Den ligger i Tori kommun och landskapet Pärnumaa, i den sydvästra delen av landet, 110 km söder om huvudstaden Tallinn. Jõesuu ligger 23 meter över havet och antalet invånare är 393.
Terrängen runt Jõesuu är mycket platt. Runt Jõesuu är det glesbefolkat, med 9 invånare per kvadratkilometer. Närmaste större samhälle är Sindi, 17,5 km sydväst om Jõesuu. I omgivningarna runt Jõesuu växer i huvudsak blandskog.